# Тарнувка (Лодзинське воєводство)
Тарнувка (пол. Tarnówka) — село в Польщі, у гміні Шадек Здунськовольського повіту Лодзинського воєводства.
Населення — 138 осіб (2011).
У 1975-1998 роках село належало до Серадзького воєводства.

## Демографія
Демографічна структура станом на 31 березня 2011 року:
|          | Загалом | Допрацездатний вік | Працездатний вік | Постпрацездатний вік |
| -------- | ------- | ------------------ | ---------------- | -------------------- |
| Чоловіки | 66      | 13                 | 41               | 12                   |
| Жінки    | 72      | 16                 | 34               | 22                   |
| Разом    | 138     | 29                 | 75               | 34                   |